# Дабагян Арег Вагаршакович
Арег Вагаршакович Дабагян (28 травня 1920 м. Тифліс — 26 вересня 2005, Харків) — радянський і український вчений у галузі кібернетики, механіки, динаміки машин, прикладної теорії коливань і систем управління, член міжнародної федерації з автоматичного управління і контролю (ІФАК) від СРСР, дійсний член академії технічної кібернетики, заслужений працівник народної освіти України, почесний доктор НТУ «Харківський політехнічний інститут», професор (1963), доктор технічних наук (1962).

## Біографія
Син більшовика, учасника Громадянської війни, партійного діяча Вагаршака Шаміровича Дабагяна (1899—1938). Середню школу закінчив із золотою медаллю. У 1936 р. без вступних іспитів був прийнятий у Московський авіаційний інститут (МАІ). Займаючись в МАІ, одночасно відвідував лекції в Медичному інституті, а також лекції з математики в Московському університеті.
Після арешту батька в 1938 р., як син «ворога народу», був підрахований з вузу і комсомолу, перебивався випадковими заробітками. Від нервових потрясінь і важких побутових умов у А. В. Дабагяна почався туберкульоз легенів і кілька місяців він пролежав у лікарні.
Після того, як у 1938 році в газеті «Правда» було опубліковано знаменитий «лист товариша Сталіна товаришу Іванову», в якому було сказано, що «син за батька не відповідає», він звернувся з проханням про поновлення на навчання в МАІ, але отримав відмову. А. Дабагяну запропонували вибрати з декількох ВНЗ не в столиці, і він вирішив навчатися у Харківському механіко-машинобудівному інституті (ХММІ). З вересня 1939 р. А. В. Дабагян — студент автотракторного факультету за спеціальністю «Динаміка і міцність машин» (ДПМ).
Після початку Великої Вітчизняної війни, він разом з усіма однокурсниками в повному складі подав заяву до військкомату з проханням відправити на фронт. Але отримав направлення на навчання в Академію бронетанкових і механізованих військ. Після короткого, напруженого навчання, у вересні 1941 р. курсантам академії видали довідки про закінчення інституту без захисту дипломного проекту. Кращі випускники були спрямовані викладачами в танкові училища. У їх число потрапив і Арег Вагаршакович, який отримав призначення в Київське танкове технічне училище, яке знаходилося тоді на Уралі в місті Кунгур. У лютому 1944 р. був призначений викладачем кафедри танків Академії бронетанкових і механізованих військ.
У 1945 р. переведений на кафедру електротехніки Владивостоцького вищого морехідного училища. Кафедра електротехніки тільки створювалася, на ній не було ні одного викладача, і Арег Вагаршакович був призначений виконуючим обов'язки завідувача. Йому було поставлено завдання: протягом року обладнати кафедру і обов'язково захистити кандидатську дисертацію.
В Академії бронетанкових і механізованих військ А. В. Дабагян займався дослідженнями коливань підвіски танків і опублікував на кафедрі танків дві роботи з грифом «Для службового користування»: «Аналіз роботи танкових амортизаторів, встановлених на танках, які застосовувалися у Вітчизняній війні» та «Ходова система танків (Аналіз танків, які застосовувалися у Вітчизняній війні)».
У 1947 р. у ХММІ захистив кандидатську дисертацію на тему «Електричне моделювання коливань танка при русі по пересіченій місцевості» та запрошений на кафедру теоретичної механіки ХММІ (Харків).
У 1964 р. на інженерно-фізичному факультеті на основі тісної співпраці КБ Електроприладобудування» і ХПІ була відкрита нова спеціальність — «Динаміка польоту та управління рухом ракет і космічних апаратів» та кафедра «Автоматичне управління рухом», якій доручена підготовка фахівців за вказаним напрямом. Завідувачем кафедри став доктор технічних наук, професор А. В. Дабагян. В тому ж році між КБ «Електроприладобудування» і ХПІ укладається договір про цільову підготовку інститутом для КБ інженерів-дослідників за спеціальністю «Динаміка польоту та управління».
В 1972 р. на кафедрі АУР була відкрита нова спеціальність — автоматизовані системи управління виробництвом (АСУВ). У 1977 р. ця спеціальність виділилася в окрему кафедру, завідувачем якої став професор Дабагян. За всіма зазначеними спеціалізаціями були створені оригінальні навчальні плани і пакети програм. Сам Дабагян читав курси «Теорія коливань», «Теорія управління», «Методи експериментальних досліджень», а також оригінальні курси «Проектування країн техніко-економічних систем» та «Інтелект людини та штучний інтелект». Професор Дабагян був членом редакційної колегії та редакційної ради міжнародного журналу «Engineering & automation».
Працював: завідувачем кафедри динаміки машин і управління (1947-1977) та кафедрою АСК (1977-1990), професор (з 1990).
А. В. Дабагян завідував кафедрою до 1990 р., а лекції читав до 1998-го. У 1998 р. в результаті важкої хвороби Арег Вагаршакович втратив ногу, але наукову роботу не залишав до кінця днів. Вже, будучи прикутим до інвалідного крісла, він створив нову теорію хвильових процесів у політико-економічних системах, яку опублікував у монографії.

## Наукова діяльність
Вніс великий внесок у дослідження динамічних процесів роторів турбогенераторів. Вивчаючи динамічні процеси, що відбуваються в роторі і лопатковому апараті турбіни, а також в її системі управління, він по-новому глянув на проблеми динаміки і міцності турбомашин. З 1951 р. вчений вів дослідження в галузі електромеханічних коливань роторів гідро - і турбогенераторних установок.
Докторська дисертація на тему «Деякі коливальні процеси в роторах турбо - і гідрогенераторних установок при несиметричних і асинхронних режимах роботи генератора» була захищена у січні 1961 р. Працюючи над нею, А. В. Дабагян відвідував великі заводи Харкова, брав участь в урядових комісіях, аналізував причини аварій на гідравлічних і теплових електростанціях.
Досліджував питання технічної кібернетики і її застосування в різних галузях науки, освіти і виробництва.
Автор 12 монографій, 117 написаних без співавторів статей, їм отримано 10 авторських свідоцтв.
Педагог, серед його учнів 51 кандидат наук, 10 — докторів наук. 24 з його учнів стали викладачами ХПІ, п'ятеро стали завідувачами кафедр.

## Вибрані праці
- Оптимальне проектування машин і складних пристроїв / А. В. Дабагян. — Москва, 1979. — 279 с.

- Проектування технічних систем / А. В. Дабагян. — М. : Машиностроение. —  1986. — 251,[1] с.

- Принципи автоматизованого проектування систем машин і технологічних процесів : Навч. посібник / А. В. Дабагян ; Харк. політехн. ін-т ім. В. І. Леніна, 1987. —  65 с.

- Моделювання процесів розвитку і реконструкції гнучких виробничих систем / А. В. Дабагян, В. В. Кононенко, Харків : Вища шк.; Вид-во при Харк. держ. ун-ті, 1989. — 155 с.

- Формалізована модель інваріантної частин заробітної плати спеціалістів, які працюють за наймом / А. В. Дабагян. — Київ : ІК, 1990. — 52 с.

- Шляхи узгодження досягнень науково-технічного прогресу і соціально-економічних проблем в умовах глибокої кризи / А. В. Дабагян. — Х., 1994 (у співавт.)

- Вдосконалення професійної підготовки та перепідготовки фахівців у сучасних умовах [Текст] / А. В. Дабагян, А. М. Михайліченко. — Х. : [б.в.], 1996. — 296 с.

- Людина, її свідомість та культура в павутині електронно-цифрових мереж [Текст] / А. В. Дабагян. — Х. : Торсінг, 2003. — 336 с.